# Hubert Douglas
David Hubert Douglas (* 15. Mai 1907 in Ottawa; † 1977 ebenda) war ein kanadischer Skilangläufer.
Douglas, der als Zimmermann tätig war, siegte einmal bei kanadischen Meisterschaften und nahm bei seiner einzigen Teilnahme an Olympischen Winterspielen im Februar 1932 in Lake Placid am 50-km-Lauf teil, den er aber vorzeitig beendete.